# Двокрапка (том віршів)
Двокрапка (пол. Dwukropek) — збірка поезій Віслави Шимборської, опублікована у 2005 році видавництвом Wydawnictwo a5, є переможцем літературної премії «Ніке» (від читачів) у 2006.
Двокрапка є другим томом Шимборської, що опублікований після отримання Нобелівської премії з літератури в 1996 році. У ньому близько двадцяти віршів, більшість з яких раніше публікувалися в пресі. У віршах, вміщених у «Двокрапці», йдеться про тимчасовість, подієвість, минущість, перспективу, про те, що найбільше значення має неоднозначність. За словами Тадеуша Ничека, попри актуальні теми швидкоплинності та роздумів про смерть, це не песимістичний том. За словами Малгожати Барановської, мова віршів проста, іронічна, дотепна, типова для віршів Шимборської.
На обкладинці використано мотив малюнка Йоганна Вольфганга Гете. Том супроводжувався компакт-диском з віршами в інтерпретації Шимборської.